# Evangelische Kirche Assenheim (Niddatal)

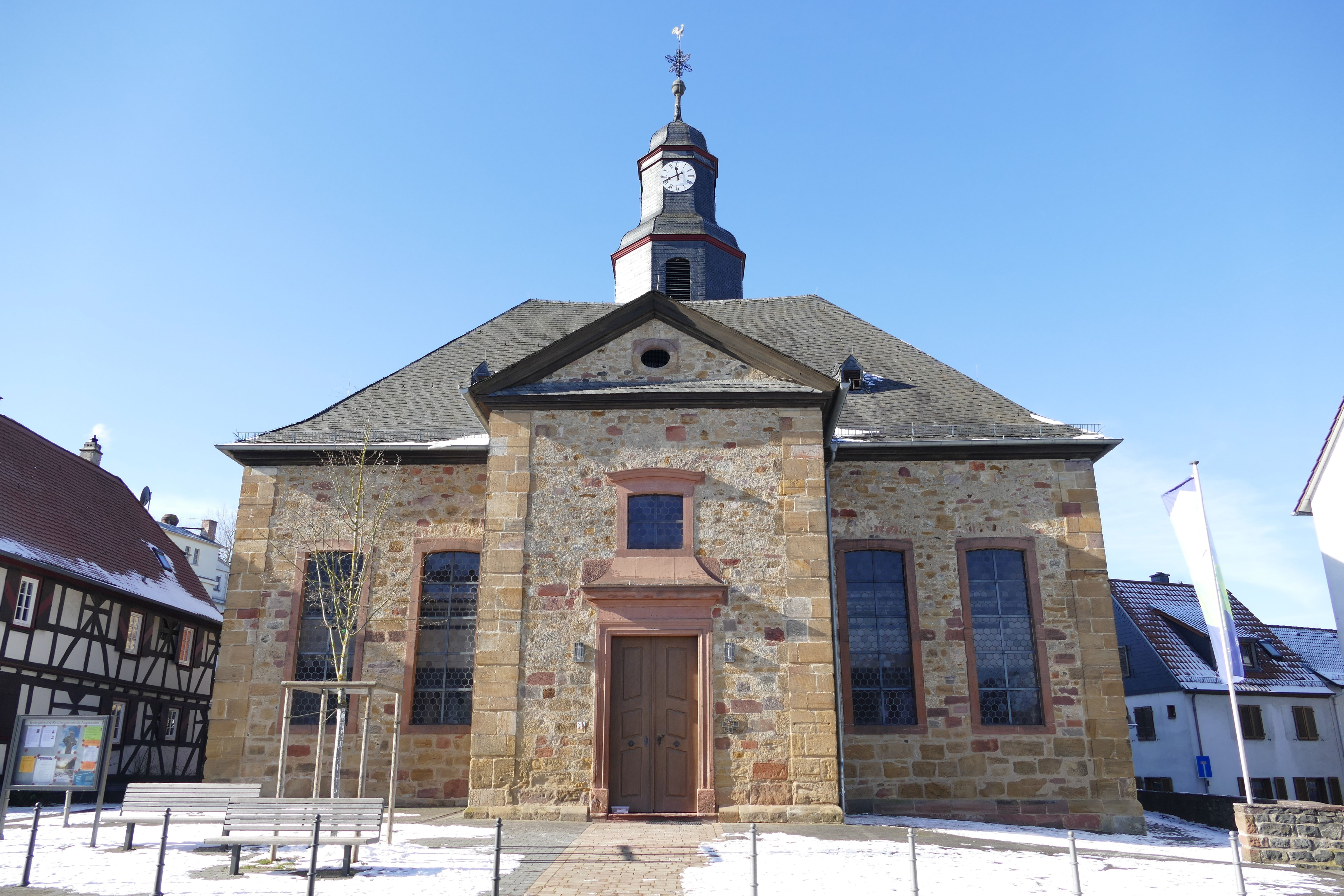
Kirche in Assenheim

Die Evangelische Kirche in Assenheim in der Gemeinde Niddatal im Wetteraukreis (Hessen) ist eine klassizistische
Querkirche, die in den Jahren 1782 bis 1785 anstelle eines mittelalterlichen Vorgängerbaus errichtet wurde. Die denkmalgeschützte Kirche mit Walmdach hat einen Mittelrisalit im Osten und im Westen einen Glockenturm mit zweigeschossigen Haubenhelm. Sie ist aufgrund ihrer geschichtlichen und künstlerischen Bedeutung hessisches Kulturdenkmal.

## Geschichte
In Assenheim sind 1229 ein Kaplan und 1260 eine Pfarrei bezeugt, was die Existenz eines Kirchengebäudes voraussetzt. Der Ort lag mit Bönstadt und Erbstadt eigentlich im Bereich des Archidiakonats von St. Maria ad Gradus in Mainz, unterstand aber dem Propst von Ilbenstadt, der sich 1404 in einem Vergleich die Kollaturrechte gesichert hatte. 1518 wird ein Katharinen-Altar erwähnt und 1550 ein Altar St. Peter.
Nach ersten evangelischen Anfängen in den 1530er Jahren wurde die Reformation in den 1550er Jahren eingeführt. Nachdem die Assenheimer 1551 einen lutherischen Pfarrer eingesetzt hatten, setzte das Prämonstratenser-Kloster Ilbenstadt den ehemaligen Mönch Bonifacius Meußerius (1554–1574) durch. Weil Assenheim in nachreformatorischer Zeit zu den Herrschaften von Solms (lutherisch), Isenburg-Büdingen und Hanau-Münzenberg (seit 1593 reformiert) gleichzeitig gehörte, kam es zu Konflikten wegen des Patronatsrechts. Solms bestätigte Meußerius, während Hanau und Ysenburg die Bestätigung verweigerten. Die Kirchengemeinde wechselte unter Graf Philipp Ludwig II. von Hanau-Münzenberg 1601 zum reformierten Bekenntnis, der mit Waffengewalt einen reformierten Prediger einführen ließ.
Bis 1629 diente die Kirche als Simultankirche, sodass im wöchentlichen Wechsel reformierte und lutherische Gottesdienste abgehalten wurden. Während des Dreißigjährigen Krieges wurde die Gemeinde in den Jahren 1629–1631 römisch-katholisch, bis für die nächsten zehn Jahre wieder das Simultaneum eingeführt wurde. Mit dem Wechsel zur Landgrafschaft Hessen-Darmstadt im Jahr 1641 wurde die Gemeinde lutherisch und mit dem Aussterben der Linie Hanau-Münzenberg im Jahr 1642, die an die lutherische Linie Hanau-Lichtenberg fiel, erhielten die Lutheraner in dem Kondominium die Mehrheit. Die Assenheimer durften während der Zeit des nächsten Simultaneums (1657–1716) unter Androhung hoher Strafen nicht die reformierten Gottesdienste besuchen, die jeden dritten Sonntag vom Isenburgischen Pfarrer aus Bönstadt durchgeführt wurden. Nach einem Vergleich im Jahr 1716 erhielt der reformierte Prediger aus Bönstadt die Erlaubnis, in Assenheim zu residieren. 1722 erfolgte die Gründung der reformierten Gemeinde. Die kirchliche Union von 1817 beendete den konfessionellen Konflikt.
Nach einem Schreiben des Assenheimer Pfarrers befand sich die Kirche 1764 in einem schlechten Zustand, sodass er um eine Kollekte für einen Neubau bat. Die mittelalterliche Kirche wurde 1782 abgerissen und bis 1785 durch einen Neubau ersetzt.
Nach einer Sanierung des Turms (2002/2003) und der Fassaden (2003/2004) folgte die Sicherung der Dachkonstruktion mit einer teilweisen Neueindeckung. 2006 wurden der Kirchenplatz und die Außenanlagen neu gestaltet. Im Zuge einer umfassenden Renovierung unter Pfarrerin Rita Mick-Solle in den Jahren 2011/2012 wurde die Kirche auf ihren ursprünglichen Zustand zurückgeführt, der Innenraum umfassend renoviert, die farbliche Fassung in Anlehnung an originale Bemalung wiederhergestellt und die Beleuchtung erneuert. Zudem schaffte die Gemeinde neues liturgisches Gerät und neue Altarparamente an. Nachdem die alte Lutherlinde bei einem Gewittersturm in der Nacht zum 1. August 2017 entwurzelt worden war, wurden der Kirchenplatz im Osten wiederhergestellt und eine neue Linde gepflanzt.
Seit dem 1. März 2020 bilden die Kirchengemeinden Bönstadt, Kaichen, Ilbenstadt, Assenheim und Wöllstadt einen überregionalen Kooperationsraum Niddatal-Wöllstadt („KoNiWö“). Die Kirchengemeinde Assenheim umfasst etwa 1500 Gemeindeglieder und gehört im Dekanat Wetterau zur Evangelischen Kirche in Hessen und Nassau.

## Architektur

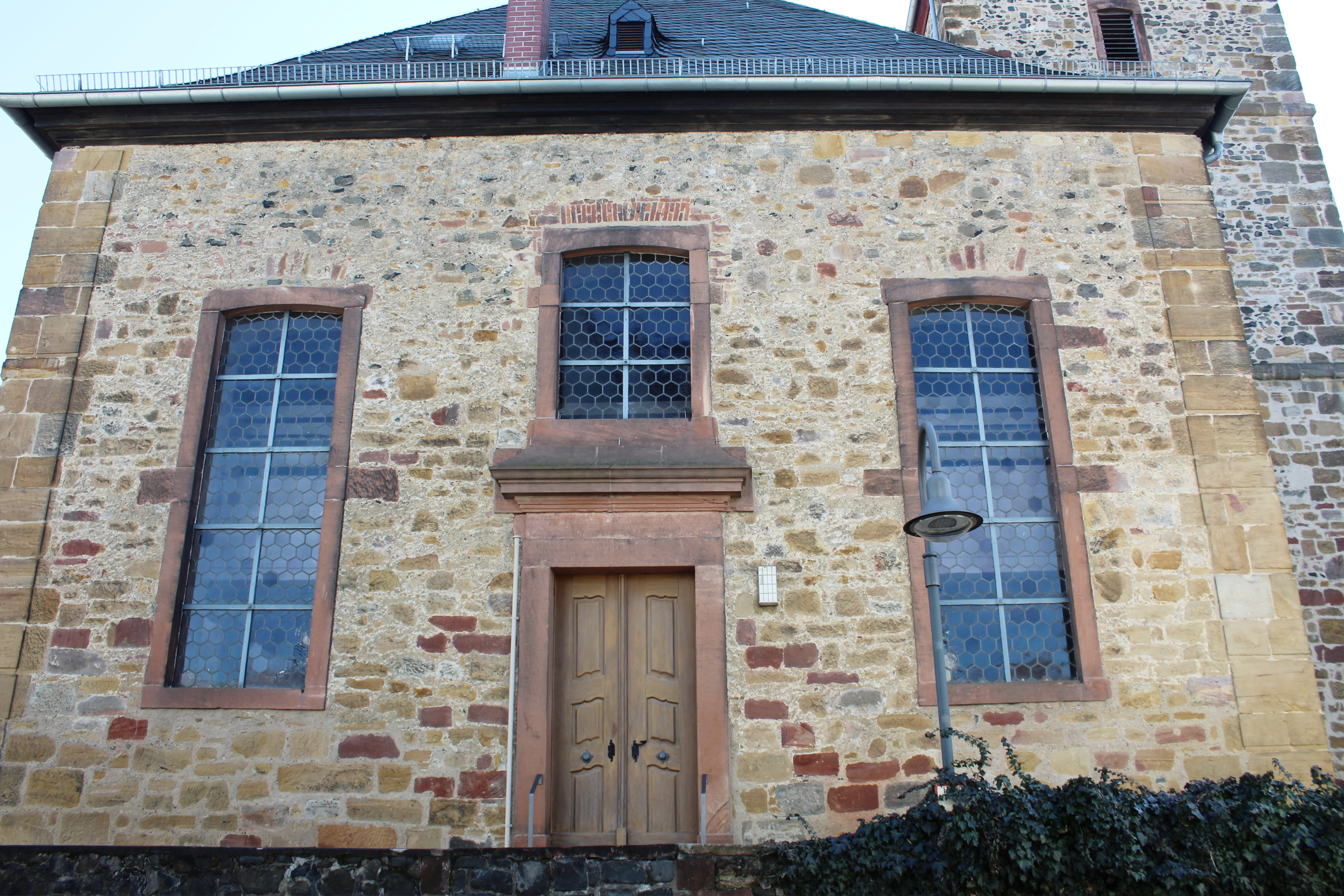
Nordseite

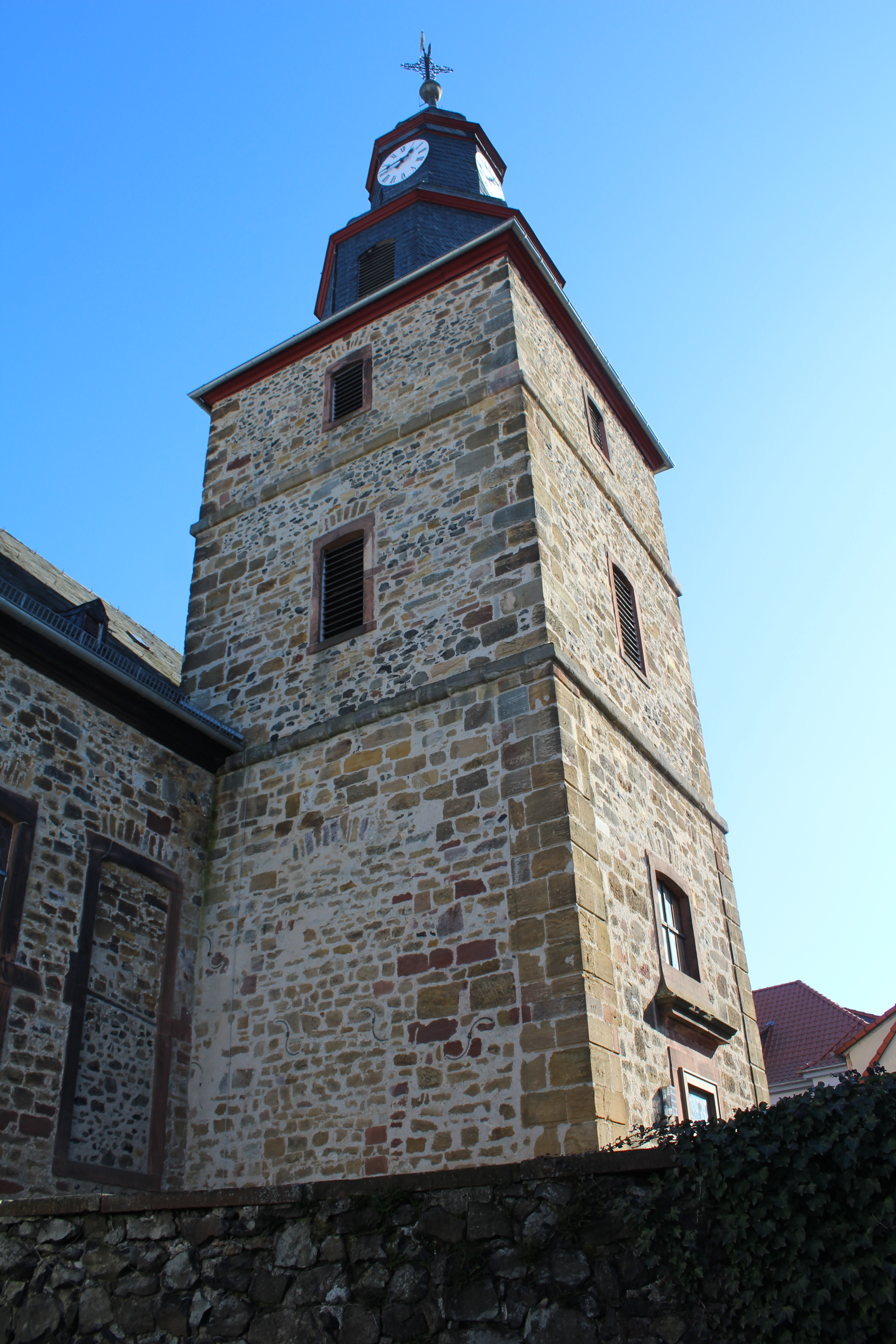
Westturm

Die nicht exakt geostete, sondern leicht nach Ost-Nordost ausgerichtete Saalkirche ist im Ortszentrum östlich des Zusammenflusses von Nidda und Wetter aus unverputztem Bruchsteinmauerwerk mit Eckquaderung errichtet. Baumeister war Johann Philipp Wörrishöfer aus Nauheim. Er konzipierte den streng symmetrisch angelegten, quergelagerten Bau auf querrechteckigem Grundriss als protestantische Predigtkirche. Architektonisch steht sie noch in barocker Tradition, wird aber durch klassizistische Elemente geprägt. Durch den Mittelrisalit am östlichen Frontispiz und den Westturm in Richtung wird die Mittelachse betont. Die hellbraunen und grauen Werksteine wurden aus dem 1778 abgerissenen alten Münzenberger Burgturm wiederverwendet.
Das Kirchenschiff mit Ecklisenen wird von einem verschieferten Walmdach bedeckt, dem im Osten drei kleine Gauben mit Dreiecksgiebel, an der Westseite zwei und an den Schmalseiten je eine Gaube aufgesetzt sind. Die Kirche wird mittig an jeder Seite durch ein hochrechteckiges, zweiflügeliges Portal mit Gewände aus rotem Sandstein erschlossen und durch hohe Fenster mit flachem Stichbogen und Sandsteingewänden belichtet. Im Osten sind vier Fenster eingelassen, an den Schmalseiten je zwei und an der Westseite außen zwei Fenster und innen zwei Blendfenster. Nur das Gewände des Ostportals ist profiliert. Die Seitenportale und das westliche Turmportal haben unter dem Türsturz ein kleines querrechteckiges Fenster mit Wabenverglasung. Der vorgezogene Mittelrisalit des Eingangsvorbaus dient als Eingangsbereich und Treppenaufgang und hat an beiden Seiten ein hohes Fenster. Der flache Dreiecksgiebel ist durch ein Gesims abgesetzt und hat eine kleine Rundöffnung. Über den vier Portalen ist ein kleines Stichbogenfenster eingelassen.
Der eingezogene Kirchturm im Westen auf quadratischem Grundriss wird durch zwei umlaufende Gesimse in drei unterschiedlich hohe Geschosse gegliedert. Das Erdgeschoss dient als Sakristei. Der Turm wird durch ein hochrechteckiges Westportal erschlossen, über dem ein Fenster eingelassen ist. Die beiden Obergeschosse haben Schallöffnungen in Art der Fenster mit flachem Stichbogen und Sandsteingewände. Dem aufgemauerten Schaft ist ein oktogonaler, zweigeschossiger, verschieferter Haubenhelm aufgesetzt, der im ersten Geschoss vier Schallöffnungen hat und an dem im oberen Geschoss die vier Zifferblätter der Turmuhr angebracht sind. Die Welsche Haube wird von einem Turmknauf, einem reich verzierten Kreuz und einem Wetterhahn bekrönt.

## Ausstattung

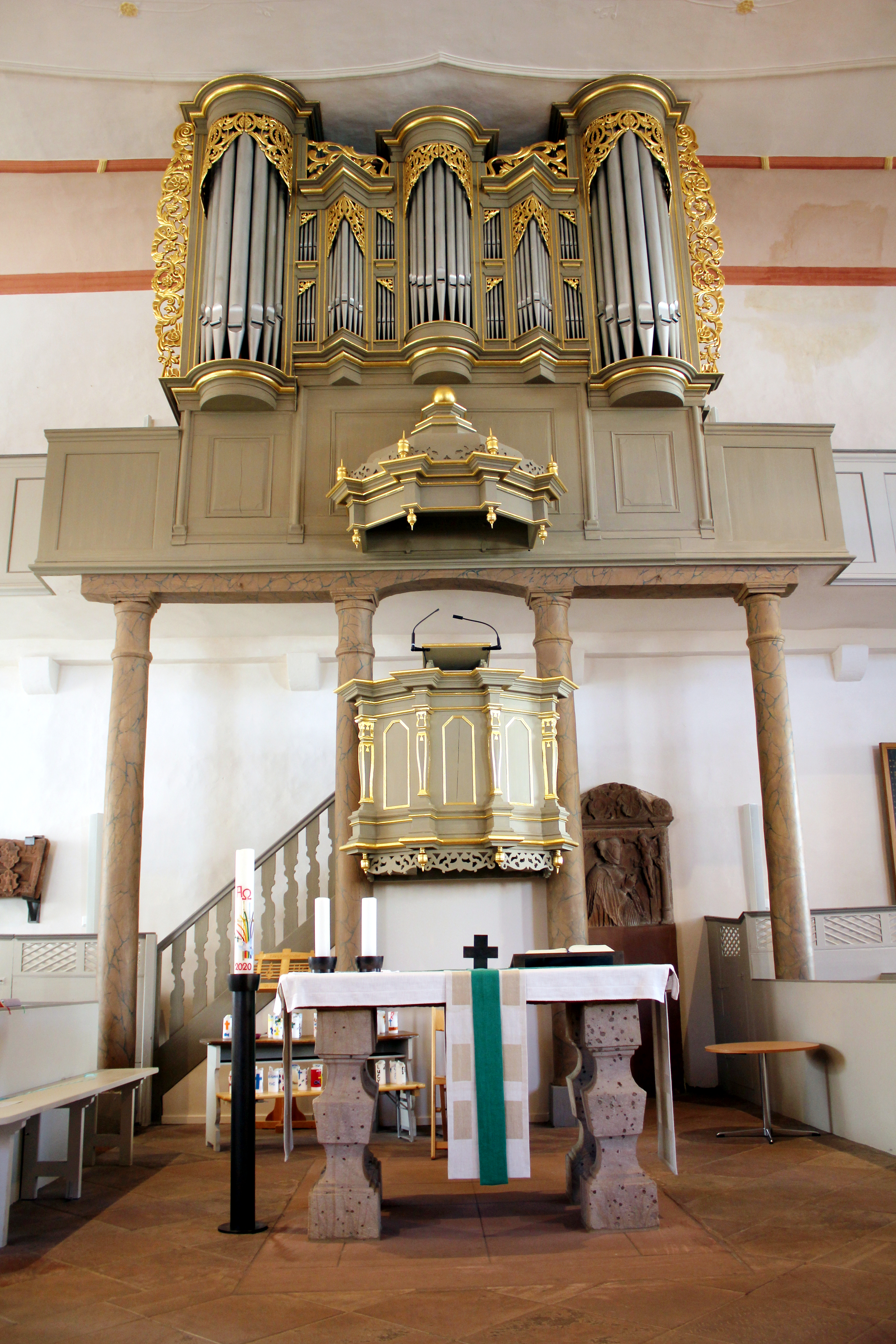
Altar, Kanzel und Orgel

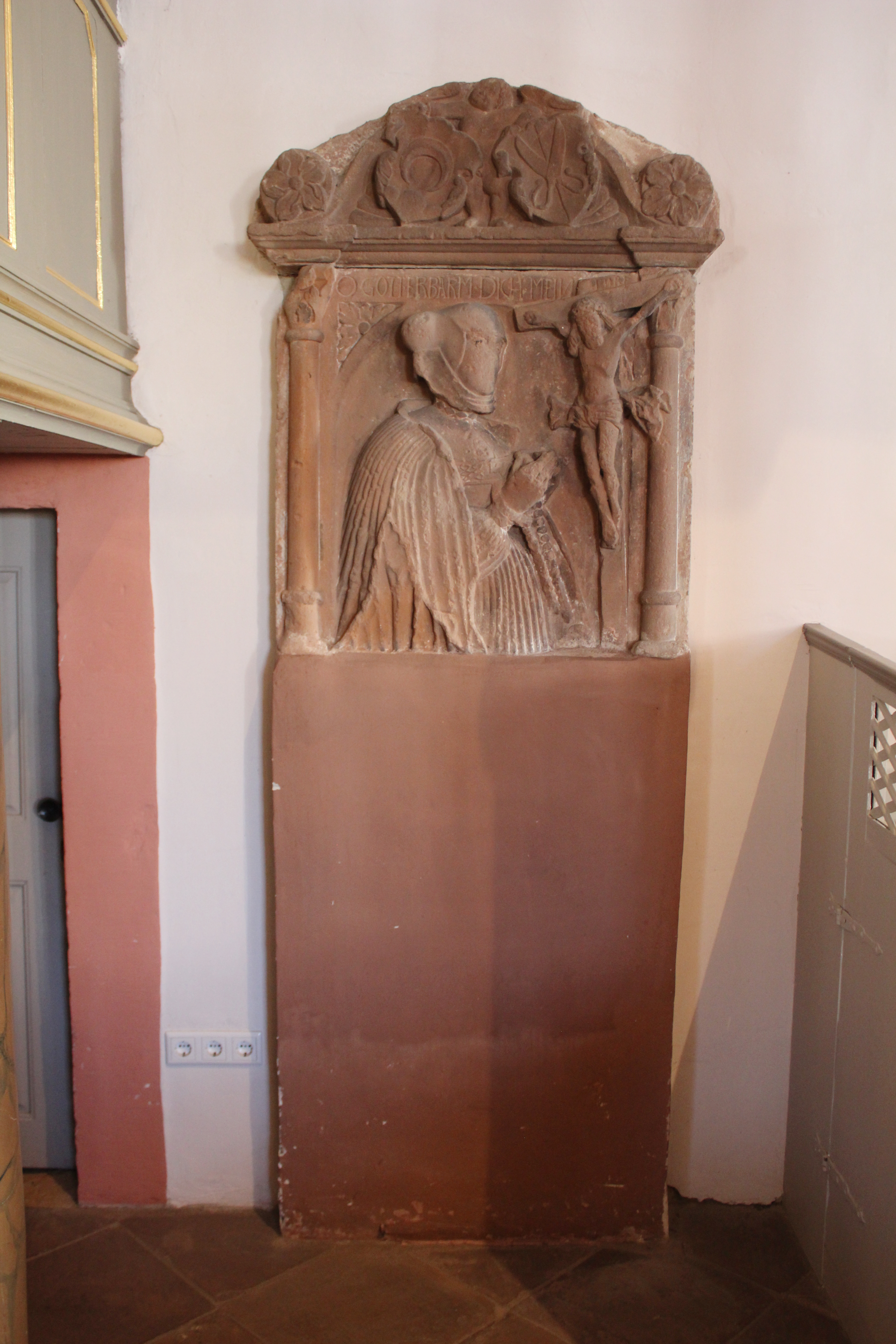
Epitaph aus rotem Sandstein

Der helle und hohe Innenraum wird von einer Flachdecke mit abgerundeten Ecken abgeschlossen. Ein äußeres, graues, geschwungenes Bandelwerk aus Stuck umschließt in den vier Ecken jeweils ein gelbes Kreuz. Ein inneres, weißes Bandelwerk ist mit feinen floralen Elementen und Blumenornamenten in Gelb und Orange verziert. In der Raummitte wird das Auge der Vorsehung in einem ovalen Stuckmedaillon von einem vergoldeten Strahlenkranz umgeben. Der gewestete Innenraum ist als Querkirche konzipiert und die hölzerne Kirchenausstattung in weiß-grauer Fassung an der Mittelachse ausgerichtet. Die vierseitig umlaufende, großzügige Empore mit gestaffelten Kirchenbänken ruht auf schlanken Säulen. Die Brüstungen haben schlichte hochrechteckige Füllungen. Die Orgelempore wird von vier mächtigen, braun-marmoriert bemalten Säulen gestützt. Das Kirchengestühl mit geschwungenen Wangen bildet vier Blöcke mit sich kreuzförmig schneidenden Mittelgängen, entsprechend den Portalen. Die Sitzordnung und die besonderen Stühle widerspiegeln die Stände des 18. Jahrhunderts. Vor den Wänden ist umlaufend eine Brüstung angebracht, die im oberen Bereich durchbrochenes Rautenwerk aufweist. Der Fußboden ist mit quadratischen Sandsteinplatten belegt. Eine Inschrift auf einer Platte rechts vom Altar erinnert an Graf Ernst: „JOHANN ERNST KARL REG. GRAF ZU SOLMS-ROEDELHEIM UND ASSENHEIM GEB. 7.5. 1714 GEST. 15. 1. 1790“. Während Heizungsarbeiten in den 1960er Jahren wurde sein Grab geöffnet und seine sterblichen Überreste wurden anschließend auf dem gräflichen Friedhof in Assenheim umgebettet. 
Die Prinzipalstücke Altar, Kanzel und Orgel sind auf der Mittelachse im Westen gegenüber dem Eingang über- und hintereinander angeordnet, was in der Region eher selten begegnet. Der Altar hat eine Mensaplatte aus rotem Sandstein mit abgerundeten Ecken und einen balusterförmigen Stipes aus grauem Werkstein mit Einschießungen. Die vier Beine sind aus einem italienischen Sandstein gefertigt und sollen ursprünglich als Treppengeländer gedient haben, während die Tischplatte von einem Gartentisch aus dem Schloss stammt. Beides wurde vom gräflichen Haus nach Fertigstellung der neuen Kirche gestiftet. Kanzel und Orgel sind einheitlich hellgrau mit edlen Vergoldungen gefasst. Der polygonale Kanzelkorb hat reich profilierte Kranzgesimse, die durch vier bauchige Pfeiler zwischen den Gesims-Auskragungen verbunden werden. Die Kanzelfelder haben hochrechteckige Füllungen, deren obere Ecken abgeschrägt sind. An der Unterseite des Kanzelkorbs hängen vergoldete Spitzen und ist flachgeschnitztes, durchbrochenes Rankenwerk angebracht. Der Schalldeckel nimmt die Formen des Kanzelkorbs auf. Der polygonale Gesimskranz mit vier Auskragungen ist oben und unten mit vergoldeten Spitzen verziert. Der flachgeschnitzte Aufsatz umschließt eine geschweifte Haube, die von einer goldenen Kugel bekrönt wird. Über dem Eingang ist der herrschaftliche Stuhl als geschlossene Loge mit Wabenverglasung in der Brüstung vorkragend. Die Grafenloge ist über eine zweiläufige Treppe im östlichen Vorbau zugänglich. Der neue Taufständer aus Metall besteht aus zwei flachen Lochscheiben, die durch vier schmale Streif9en verbunden sind. Der Ständer kann die flache historische Taufschale wie auch eine neue tiefe Taufschale aufnehmen.
Aus dem Vorgängergebäude wurde ein Opferstock aus rotem Sandstein mit Diamantquaderung übernommen. Er ist mit der Jahreszahl 1703 bezeichnet und im Eingangsvorbau aufgestellt. Rechts der Kanzel ist die erhaltene obere Hälfte eines Epitaphs aus Rotsandstein angebracht, das eine jung verstorbene Gräfin in vornehmer Kleidung und in Gebetshaltung mit einem Rosenkranz vor dem Gekreuzigten zeigt. Über ihr ist die Inschrift angebracht „O GOTT ERBARM DICH MEIN“. Zwei flankierende Halbsäulen stützen einen Architrav, in dessen Bogenfeld ein Putto zwei Wappenschilde mit einer Schere und einem Halbmond hält. Die fehlende untere Hälfte wurde in Form einer schlichten Sandsteinplatte ergänzt.

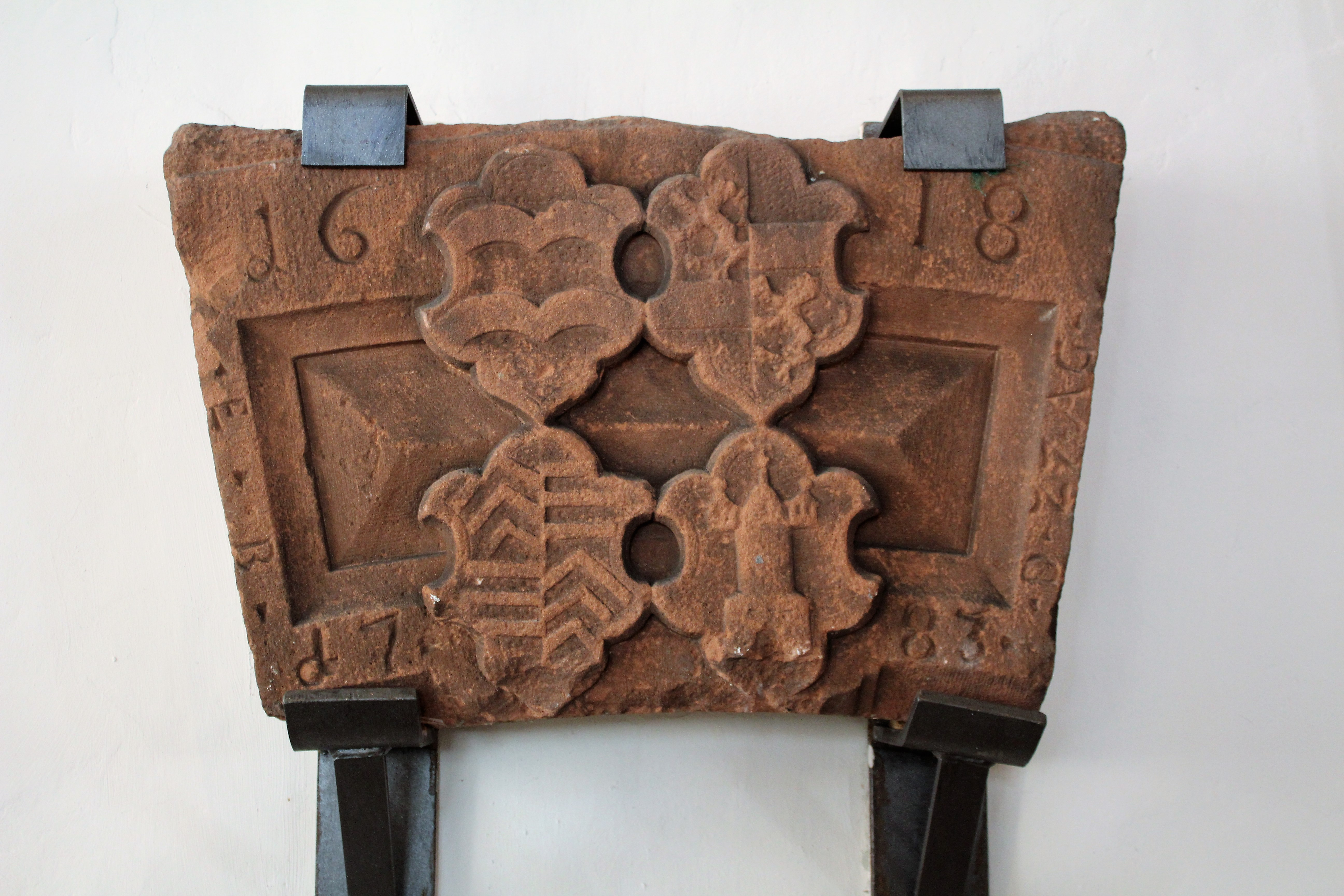
Vier-Wappen-Stein von 1618

Nicht ursprünglich zur Kirche gehört der trapezförmige Vier-Wappen-Stein, der links vom Kanzelaufgang angebracht ist. Er bildete den Schlussstein vom Torbogen des südlichen Torturms. Der Turm wurde 1838 abgerissen und der Stein als Spolie in der Nordmauer des Kirchturms vermauert, bis er im Zuge der Turmsanierung 2002/2003 herausgelöst wurde und einen wettergeschützten Platz in der Kirche erhielt. Der 0,20 Meter dicke Sandstein ist an den Seiten 0,49 und 0,50 Meter hoch und unten 0,59 und oben 0,77 Meter breit. Die groß geschriebene Jahreszahl 1618 ist wie das durch ein Prisma diamantisierte Feld und die vier davor im Viereck angeordneten, je 0,22 Meter hohen Wappenfelder im Stil der Spätrenaissance ausgeführt, während die kleineren Zahlen und Buchstaben am unteren Rand weniger kunstvoll gestaltet und offensichtlich sekundär ergänzt sind: „ · E · B · 17 · 83 · · D ·  27 · AG · “. Die beiden Jahreszahlen zeigen vermutlich an, dass die Kantensteine des mittelalterlichen Torturms 1618 ersetzt und 1783 renoviert wurden; die weiteren Buchstaben und Ziffern konnten bisher nicht gedeutet werden. Das Isenburger Wappen links oben trägt den Doppelbalken, der aufgrund Form des Schildes als Doppelbogen dargestellt wird. Der geviertelte Schild rechts oben hat das Solsmer Wappen mit zwei Solmser Löwen und zweimal Münzenberg. Links unten ist das geviertelte Hanauer Wappen (zweimal die Hanauer Sparren und zweimal die Balken der Rienecker Herrschaft) und rechts unten das Assenheimer Stadtwappen mit dem Turm zu sehen. Die tiefer gelegten Flächen des Reliefs sind punktiert und erscheinen durch die Schattenwirkung dunkler, während die hervortretenden Teile glatt sind und heller wirken. Aufgrund der Wölbung des Bogensteins ergibt sich eine Durchfahrtsbreite von 3,20 Metern.

## Orgel

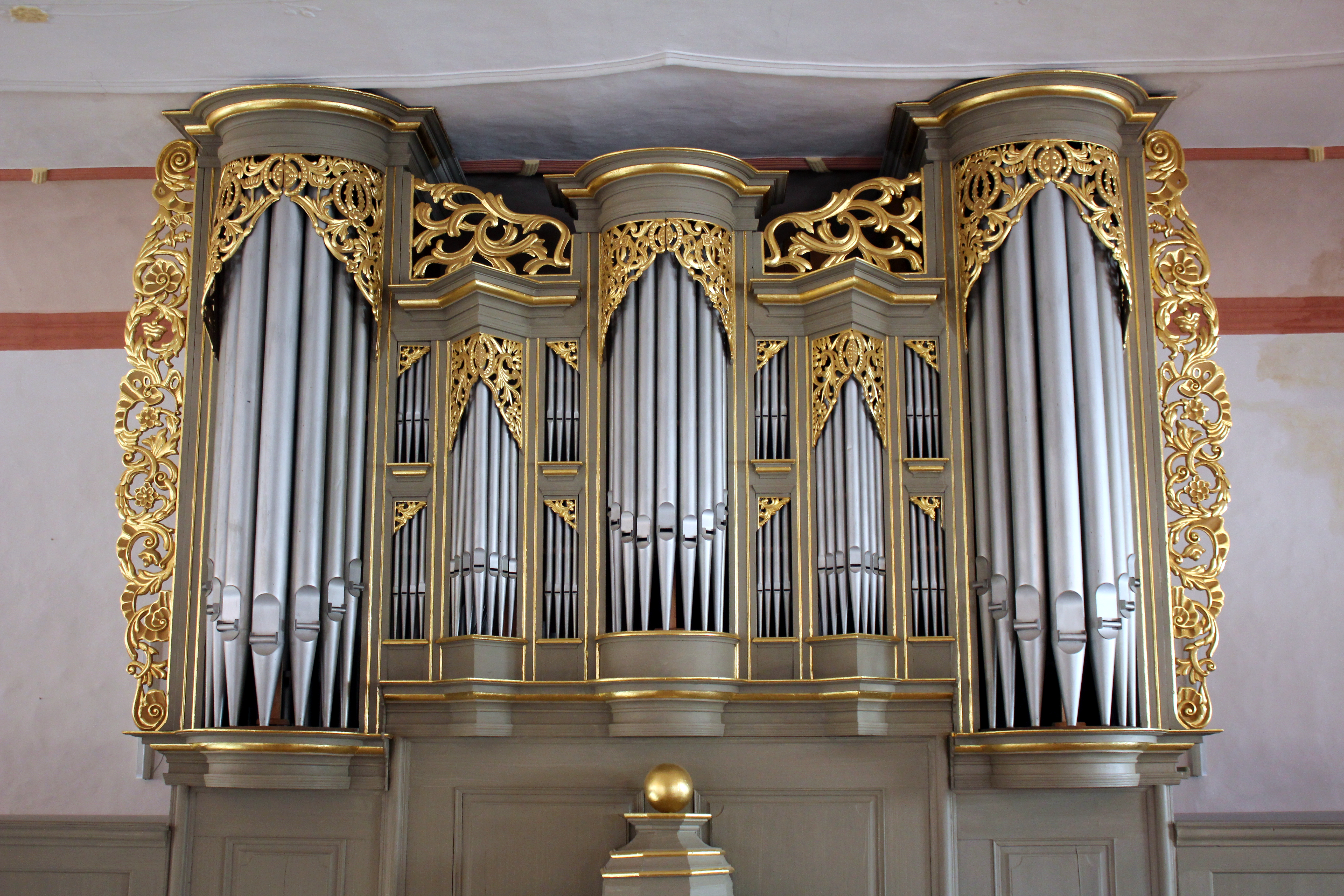
Orgelprospekt von 1786

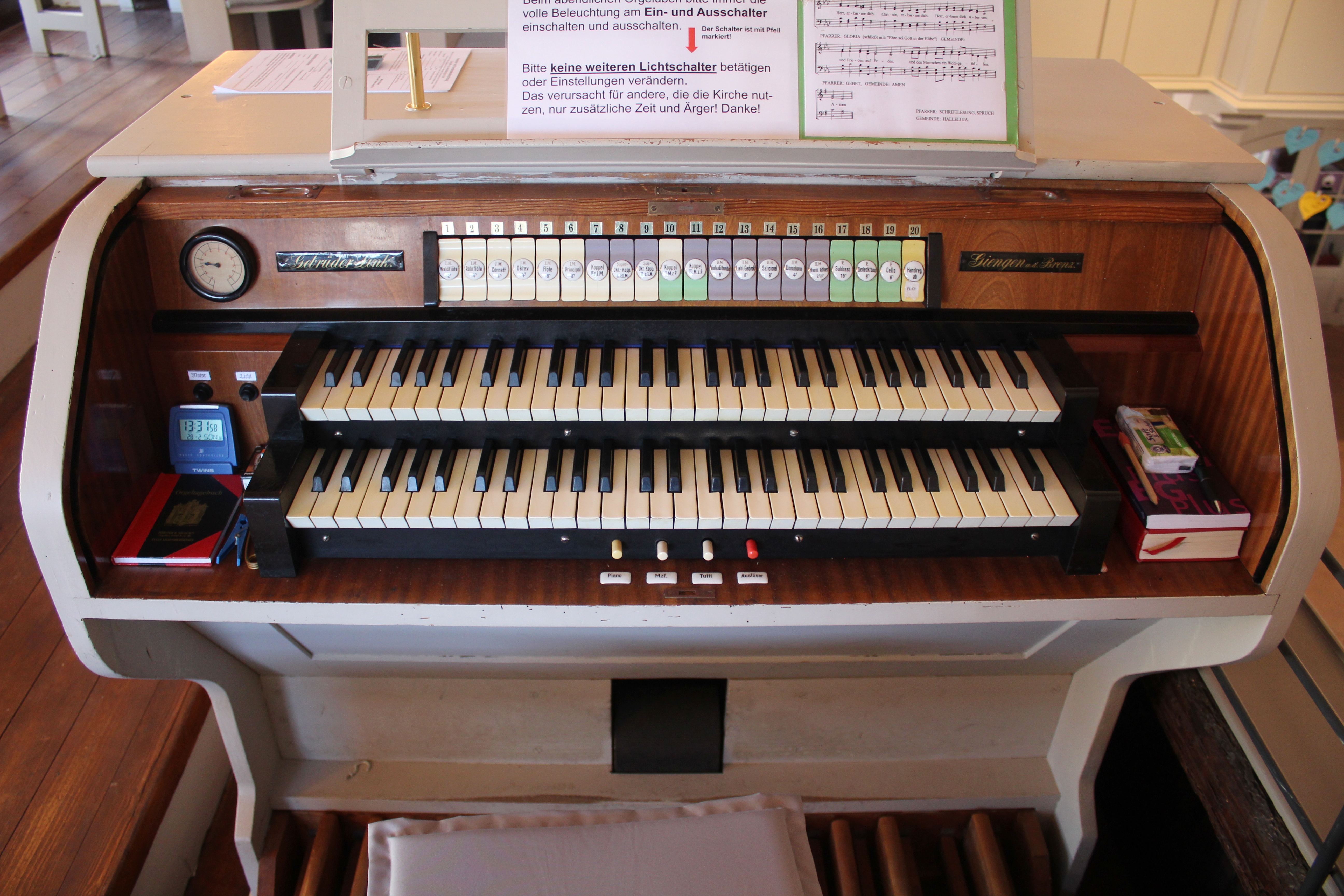
Orgel-Spieltisch von 1928

Die Gemeinde schaffte für den Vorgängerbau ein Orgelpositiv an, das über fünf Register verfügte. Es wurde 1692 durch einen einmanualigen Orgelneubau von Nikolaus Oberländer (* 1651) mit acht Registern ersetzt. Der Orgelbauer Friedrich Dreuth nahm die alte Orgel 1782 in Zahlung und verkaufte sie 1786 an die Gemeinde Ernsthausen. Die neue Dreuth-Orgel von 1786 war anscheinend nicht gut gelungen und musste von einem anderen Orgelbauer auf Dreuths Kosten umgebaut werden. Sie verfügte über 15 Register, die sich auf ein Manual (12) und Pedal (3) verteilten. Der neunachsige Prospekt hat einen mittleren und zwei große äußere Rundtürme. Die beiden niedrigeren Spitztürme dazwischen werden von schmalen zweigeschossigen Flachfeldern flankiert. Die Pfeifenfelder werden nach oben durch fein geschnitzte, vergoldete Schleierbretter abgeschlossen. Die Gehäuseaufsätze über den Spitztürmen und die seitlichen Blindflügel haben ebenfalls vergoldetes, durchbrochenes Rankenwerk. Die Form des Prospekts weicht völlig ab von Dreuths typischen fünfteiligen Prospektaufbauten mit trapezförmigem Mittelturm und Spitztürmen außen, die durch Flachfelder verbunden werden. Die Orgel ist deshalb vermutlich von einem anderen Orgelbauer wie Johann Nikolaus Schäfer oder Johann Friedrich Syer vollendet worden oder Dreuth hat sich an der Schäfer-Orgel der Hanauer Johannes-Kirche orientiert, da sich auch die Assenheimer Kirche architektonisch an der Hanauer Baustil anlehnt. Statt eines Neubaus kam es 1861 durch Adam Karl Bernhard zu einem Umbau. Trotz der Stiftung eines Nachlasses durch die Gräfin Thekla von Solms-Rödelheim (1835–1892) blieb es zu Beginn des 19. Jahrhunderts bei Kostenvoranschlägen und Neubauplänen, die nicht ausgeführt wurden.
Die Gebr. Link bauten 1928 die heutige Orgel hinter dem Prospekt von 1786. Das Werk besitzt einen freistehenden Spieltisch mit pneumatischer Traktur und umfasst 14 Register auf zwei Manualen und Pedal. Es ist unverändert erhalten. Die Disposition lautet wie folgt:
| I Manual C–g3 |    |               |
| Principal     | 8′ |               |
| Flöte         | 8′ |               |
| Oktav         | 4′ |               |
| Rohrflöte     | 4′ | (aus Cornett) |
| Waldflöte     | 2′ |               |
| Cornett IV–V  | 4′ |               |

| II Manual C–g3       |       |
| Lieblich Gedeckt     | 8′    |
| Viola di Gamba       | 8′    |
| Salicional           | 8′    |
| Gemshorn             | 4′    |
| Harmonica äthera III | 2 ⁄3′ |

| Pedal C–d1  |     |                      |
| Subbass     | 16′ |                      |
| Cello       | 8′  | (aus Gambe)          |
| Gedacktbass | 8′  | (aus Liebl. Gedeckt) |

- Koppel: II/I, II/I Super, II/I Sub, I/P, II/P
- Spielhilfen: 3 Feste Kombinationen (Piano, Mzf., Tutti), Crescendo-Walze

## Geläut
Die Glockenstube beherbergt ein Dreiergeläut aus Bronze, deren „Evangeliumsglocke“ Anfang des 15. Jahrhunderts gegossen wurde. Sie trägt als Inschrift in gotischen Majuskeln die Namen der vier Evangelisten. Im Jahr 1892 erlitt ihre Krone einen Schaden und wurde behelfsmäßig repariert; erst 2001 schweißte die Firma Lachenmeyer eine neue Krone auf. Die große und die kleine Glocke wurden im Ersten Weltkrieg zu Rüstungszwecken abgeliefert und eingeschmolzen. Eine dieser Glocken war 1834 von Philipp Heinrich Bach gegossen worden. 1921 wurden sie ersetzt und erlitten im Zweiten Weltkrieg dasselbe Schicksal. Die Firma Rincker goss 1951 zwei neue Glocken. 1957/1958 folgte der Einbau einer elektrischen Läutemaschine. Das Geläut erklingt im Gloria-Motiv.
| Nr. | Gussjahr | Gießer, Gussort | Durchmesser (mm) | Höhe (mm) | Masse (kg) | Schlagton | Inschrift                                                   |
| --- | -------- | --------------- | ---------------- | --------- | ---------- | --------- | ----------------------------------------------------------- |
| 1   | 1951     | Rincker, Sinn   |                  |           | 736        | fis1      | „Er, der Herr des Friedens, gebe Euch Frieden allenthalben“ |
| 2   | 15. Jhd. | unsigniert      | 990              | 880       | 650        | gis1      | „++LUCAS+MARCUS+MATHEUS+JOHANNES“                           |
| 3   | 1951     | Rincker, Sinn   |                  |           | 306        | h1        | „Ich bin die Auferstehung und das Leben“                    |